# فیلمون مولالا
فیلمون مولالا (انگلیسی: Philemon Mulala; c. 1963 – ۷ ژانویه ۲۰۲۳ (aged 59–60)) بازیکن فوتبال اهل زامبیا بود.
از باشگاه‌هایی که در آن بازی کرده‌است می‌توان به باشگاه فوتبال آژاکس کیپ‌تاون اشاره کرد.
وی همچنین در تیم ملی فوتبال زامبیا بازی کرده‌است.

## مرگ
مولالا در ۷ ژانویه ۲۰۲۳ پس از حمله سگ‌های خودش جان خود را از دست داد.